# Anton von Störck
Anton von Störck (21 février 1731 – 11 février 1803) est un médecin autrichien originaire de Saulgau en Haute-Souabe (Autriche antérieure). Il fut le médecin personnel de l'impératrice autrichienne Marie-Thérèse d'Autriche. Médecin de la cour de Vienne, il fut aussi directeur puis recteur de la Faculté de médecine de Vienne.
Les autres orthographes de son nom (en allemand), Anton von Störck employées en France sont : Anton von Stoerck, Anton von Stoerk, Antoine de Störck, Antoine Storck.
Anton Störck mène parallèlement à sa pratique médicale, des études de pharmacognosie sur les plantes toxiques (ciguë, colchique, datura etc.). Il est célèbre pour avoir mené sur lui-même des expériences pour tester la limite entre doses thérapeutiques et doses toxiques et létales.
Homme du siècle des Lumières, Anton Störck cherche à s’appuyer sur l’expérience et l’observation pour atteindre la vérité, tout en sachant que cette démarche n’est fructueuse que si on la met en œuvre avec une méthodologie d'essais cliniques efficace, qui ne cessera de s'améliorer au cours des siècles suivants.

## Biographie
Il perd ses deux parents alors qu’il est très jeune et est envoyé à Vienne dans un orphelinat. Il étudie ensuite la médecine à l’Université de Vienne, et obtient son doctorat en 1757 sous la direction de Gerard van Swieten, un médecin et scientifique, créateur d’une nouvelle école médicale fondée sur l’observation et l’enseignement clinique au lit du malade.
Ses succès en matière de guérison sont rapidement connus à Vienne. En 1758, il devient le médecin en chef du Bäckenhausel - à l'origine un établissement de soins pour les membres âgés et infirmes de la corporation des boulangers, à partir de 1656 un logement pour les citoyens viennois pauvres.
Sa réputation ne cessant de croitre, il accède en 1760 à l’âge de 29 ans, au poste de k.k. Leibmedicus de médecin de cour. Il accompagne à plusieurs reprises l’empereur et les princes de Habsbourg lors de voyages.
Marie-Thérèse d'Autriche le choisit comme son médecin traitant lorsqu’elle fut frappée par la variole en1767.
En 1771, il devient directeur de la faculté de médecine de l’Université de Vienne. En 1772, il rédige un programme pour la faculté de médecine (publié en 1775), dans lequel il préconise un cours d'enseignement préparatoire et établit un ordre précis des matières à étudier. Sa carrière universitaire fut couronnée par sa nomination comme doyen de la faculté de médecine en 1766 et « recteur magnificus » de l'Université de Vienne en 1768.
L’ancien orphelin, qui s’est élevé par son travail et ses mérites, a reçu de nombreux honneurs et récompenses. Le 12 mars 1779, il fut élevé au rang de baron, avec le titre de Anton von Störck.

## Recherche médicale
Antoine Störck renforce la réforme de l’école de médecine de Vienne initiée par son professeur Gerard van Swieten qui introduisit la formation en médecine clinique. Elle consistait à l’établissement du diagnostic par la pratique de l’interrogatoire et de l’examen du patient. L’observation des symptômes au lit du malade a conduit à la nosologie moderne, comme l’autopsie a renforcé la connaissance de la physiologie.
Le docteur Störck mène en même temps que son activité médicale auprès de ses patients, des recherches de pharmacognosie sur les plantes toxiques. Il se forgea la conviction que des plantes toxiques comme la Grande ciguë (Conium maculatum), la Ciguë aquatique (Cicuta virosa), le colchique d’automne (Colchicum autumnale), le Datura officinal (Datura stramonium), la jusquiame, l’aconit, la pulsatille noire etc., en dépit de leur toxicité, pouvaient avoir un usage thérapeutique, à condition de trouver les bonnes doses.
À partir de 1760, il expérimente les effets de plantes vénéneuses. Il teste sur lui-même et l’animal la limite entre doses thérapeutiques et doses toxiques, voire létales. Puis il analyse un certain nombre de cas de malades qu’il traite avec des doses thérapeutiques. Ses articles écrits en latin firent sensation dans toute l’Europe et furent traduits en allemand, français et anglais.
Enfant du siècle des Lumières, Anton Störck cherche à s’appuyer sur l’expérience et l’observation pour atteindre la vérité, tout en s'apercevant à l'expérience, que cette démarche n’est fructueuse que si on la met en œuvre avec une méthodologie efficace. C’est pourquoi ses travaux vont poser les premiers jalons de la méthode expérimentale en pharmacologie, avec la contrainte des connaissances limitées de l’époque : dosages très qualitatifs de la toxicité, et diagnostics approximatifs encore influencés par la médecine hippocratico-galénique. À cette époque, une tumeur s’installe, quand une des quatre humeurs, notamment la bile noire ou le sang, « s’amasse et forme un volume contre nature dans un espace limité ». La découverte de la lymphe, au milieu du XVIIe siècle par Olof Rudbeck, a été ajoutée au sang coagulé en tant qu’agent causal du cancer.
Par la suite, la méthode expérimentale en pharmacologie révèlera sa pleine efficacité quand elle pourra disposer d'outils statistiques pour analyser un grand nombre de cas et quand les connaissances chimiques permettront d'isoler et de doser les principes actifs. La méthodologie des essais cliniques ne cessera de se perfectionner au cours des XIXe et XXe siècles et continue actuellement.
La ciguë aquatique (Dissertation sur l’usage de la ciguë, 1760)
Dans ce travail pionnier, Antoine Störck commence par tester les usages externes de la ciguë aquatique (Cicuta virosa). Il confectionne des sachets de ciguë séchée et hachée, qu’il fait tremper dans de l’eau bouillante et après en avoir exprimé le liquide, il les applique sur les parties affectées. Il trouve que la ciguë peut être « employée extérieurement avec de grand succès pour dissiper les tumeurs froides, fondre les squirrhes & adoucir les douleurs des cancers » (Dissertation sur l’usage de la ciguë, juin 1760).
Pour l’usage interne, il exprime le suc de la plante et le fait épaissir à petit feu « jusqu’à consistance d’extrait ». Il teste la toxicité de ce produit amoindri sur un petit chien, puis sur lui-même, en augmentant la dose progressivement sans en ressentir « la moindre incommodité ». Quand il applique une ou deux gouttes du jus pur de la racine sur la langue, « elle devint roide sur-le-champ ; elle s’enfla avec de grandes douleurs, & je ne pus articuler une seule parole ». Il doit se laver la langue plusieurs fois avec du jus de citron pour soulager la douleur et retrouver l’usage de la parole.
Dans le chapitre II, Anton Störck analyse 20 cas de malades auxquels il a prescrit des pilules de ciguë.
Dans le dernier chapitre, il tire ses conclusions sous forme de « corollaires ». Par exemple
Corollaire 1 « Il résulte de ces observations, que le jus de Ciguë, réduit en consistance d’extrait, fournit un remède qu’on peut donner en assez grande dose dans tous les tempérammens, à tout âge, & à l’un et l’autre sexe ». Corollaire 4 « Il résout les squirrhes et les duretés qui résistent aux autres remèdes… » (les squirrhes se présentent comme une « première étape » du cancer, selon J. Rouëssé, 2011). Corollaire 6 « Il arrête les progrès du cancer. ». Corollaire 10 « Il guérit le cancer même ».
En 1761, la Gazette salutaire, hebdomadaire belge, salua la « magnifique découverte » d’Anton Störck sur l’usage médicinal de la ciguë dont tout le monde voulut s’empresser d’en profiter. Dès lors, « en moins d’un mois, toutes nos campagnes ne pouvant plus fournir assez de ciguë, on s’est cru obligé d’en semer en divers endroits ». Störck, le jeune et brillant auteur, « croyait même pouvoir se flatter de triompher » poursuit la Gazette salutaire « du mal le plus cruel et le plus opiniâtre de tous, du cancer, en un mot, qui mène si sûrement et si tristement au tombeau tant de victimes innocentes ».
Dès que la recherche de Störck fut connue à Paris, on n’entendit plus parler que de tumeurs dures, de glandes, de squirrhes que l’on espérait guérir avec la ciguë.
Mais la vague d’enthousiasme fut suivie par le désenchantement des médecins qui l’essayèrent. En 1792, l’Encyclopédie méthodique (de Panckoucke) indiquait que la ciguë « ne mérite pas beaucoup près tous les éloges que Storck lui a donnés, et surtout qu’elle n’est pas spécifique dans le cancer […]. Ce dernier fait a été bien constaté en France ; aussi elle n’est que très peu employée actuellement parmi nous ». Sous l’Empire (1804-1814), il est fait état d’une expérience pourtant sur « plus de cent femmes au moins, affectées de squirrhe ou de cancer, à l’utérus ou d’autres parties », à l’hôpital Saint-Louis. Le médecin conclut : « J’avoue que quelque soin que j’ai mis à répéter les expériences du médecin de Vienne, je n’ai jamais obtenu des résultats semblables à ceux qu’il annonce ». La ciguë ne conservera un usage médical qu’avec la médecine homéopathique, de Samuel Hahnemann.
Le colchique (Observations sur l’usage interne du colchique d’automne… 1764)
Si la ciguë peut apparaitre, après la belladone, comme une des illusions de l’histoire de la recherche médicale, l’utilisation médicale du colchique d'automne fut plus heureuse. Anton Störck publie ses recherches sur l’usage du colchique en latin en 1763, suivie l'année suivante, d'une traduction en français.
Il expose sa procédure méthodique pour évaluer la toxicité du bulbe de colchique en testant sur lui-même les effets de doses de plus en plus importantes. Ne disposant pas de moyen pour mesurer la dose du principe toxique de la plante, il l'utilise sous forme d'infusion dans du vin, ou en la faisant infuser dans du vinaigre sur feux doux pendant 48 heures. C’est ce dernier remède, appelé oximel Colchique, qu’il utilise, en raison de sa vertu diurétique, contre ce qu’on appelait alors l’hydropisie (œdèmes, épanchements et infiltrations séreuses).
La série de conclusions qu’il tire de ses expériences est présentée encore sous forme de « corollaires ».

« Premièrement, qu’on peut faire prendre avec sécurité aux hommes l’oxymel Colchique. 
Secondement, que ce remède a quelquefois une très grande efficacité, dans les maladies les plus désespérées, dans le traitement desquelles les autres remèdes ont été sans effet.
Troisièmement, qu’il n’est pas nécessaire de faire prendre une grande quantité de ce remède pour guérir les maladies les plus opiniâtres, mais qu’une dose médiocre suffit. 
Cinquièmement, que ce remède est un grand diurétique, & qu’il ne cause, ni dérangement dans l’économie animale, ni épreintes »

— (Observations... p. 65-66)
Ce sont là les apports les plus solides de sa méthode expérimentale sur les plantes toxiques pour tester qualitativement la frontière entre emploi thérapeutiques et les emplois toxiques (ou mortels) et pour mettre en évidence quelques activités pharmacologiques, comme l'activité diurétique.
Au niveau thérapeutique, sa conclusion très prudente, est que « c’est surtout aux hydropisies que l’oxymel Colchique est utile. Cependant je suis bien éloigné de dire, qu’on peut au moyen de ce remède guérir toutes les hydropisies ; je conclus seulement des observations précédentes, que l’oxymel Colchique est quelquefois utile dans des maladies du genre des hydropisies » (Observations...).
La longue histoire de l’utilisation médicinale du colchique va se poursuivre par l’extraction du principe actif en 1820 par Pelletier et Caventou, nommé colchicine. À la fin du XIXe siècle, les médecins auront à leur disposition la colchicine cristallisée de Houdé, sous la forme de granule titré à 1 mg.
La méthodologie des essais cliniques s’améliorera en comparant les résultats du traitement avec les résultats d’un groupe témoin, en répartissant les individus de manière aléatoire entre le groupe recevant le traitement et le groupe témoin, en opérant en aveugle etc.
En 2023, la colchicine est employée pour son action anti-inflammatoire comme médicament essentiel de la crise aigüe de goutte et agent prophylactique de cette affection (Colchicine opocalcium®, Colchimax®, en comprimés sécables), ainsi que dans quelques autres maladies.
Influences de l'enseignement de l’Université de Vienne sur Samuel Hahnemann ?
Samuel Hahnemann (1755-1843) le concepteur et fondateur de l’homéopathie, qui avait commencé ses études de médecine à Leipzig, où l’enseignement était traditionnel et uniquement théorique, les poursuivit à l’Université de Vienne, à l’époque où Antoine Stoerck était recteur de l’université, et où l’enseignement clinique au lit du malade était une pratique courante.
Hahnemann a fondé sa réflexion sur l’expérimentation sur l’homme sain, c’est pour lui le seul moyen fiable pour connaître les propriétés des substances médicamenteuses destinées à traiter une personne malade. Comme Anton Störck, il étudie les effets sur l’homme sain, les doses très faibles des remèdes. Nous avons vu cependant, que les travaux expérimentaux de Störck ne valaient que pour l’évaluation approximative des doses thérapeutiques, mais que sa méthodologie n’était pas assez aboutie pour obtenir des résultats solides dans la validation thérapeutique.
L’idée du « principe de similitude », la base théorique de la doctrine homéopathique est venue à Hahnemann bien plus tard, en 1790, alors qu’il traduisait un ouvrage du médecin et chimiste William Cullen. Il affirme que le quinquina guérit les fièvres intermittentes chez le malade, car il a le pouvoir de produire – à doses assez fortes – une fièvre semblable chez le sujet bien portant. L’homéopathie consiste en effet, en l’administration à des doses très faibles ou infinitésimales, de substances susceptibles de provoquer, à des concentrations différentes, chez l’homme en bonne santé, des manifestations semblables aux symptômes présentés par le malade. Cette affirmation, qui ne s’appuie sur aucune référence, conduit à douter du fait que le principe de similitude soit issu de l’expérience.
Alors que Störck était un précurseur de la méthodologie des essais cliniques, Hahnemann et surtout les homéopathes des siècles suivants ont toujours refusé d’évaluer l’efficacité de leurs médicaments par des essais cliniques.

## Publications en latin
Anton von Störck publia surtout en latin et fut traduit par divers auteurs. La traduction la plus complète en français est celle établie par H. Peidvache en 1887, sous le titre
- Dissertatio inauguralis medica de conceptu, partu naturali, difficili et praeternaturali, Wien 1757
- Annus medicus primus et secundus, quo sistuntur observationes circa morbos acutos et chronicos, adjiciunturque eorum curationes et quaedam anatomicae cadaverum sectiones, Wien 1759
  - Erster medizinischer Jahrgang, welcher Beobachtungen über die hitzigen und langwierigen Krankheiten enthält, nebst ihrer Heilungsart und einigen Zergliederungen der Leichen. Übersetzt aus dem Lateinischen von A. A. Brunner. Wien 1794.
- Tractatus medicus cum diversis experimentis de Cicuta, Lausanne 176X
- Antonii Störck Libellus. Trattner, Vindobonae (:2-34868 Digitalisierte Ausgabe)
  - 1...., quo demonstratur: cicutam non solum usu interno tutissime exhiberi, sed et esse simul remedium valde utile in multis morbis, qui hucusque curatu impossibles dicebantur. 1760
  - 2...., quo confirmatur: cicutam non solum usu interno tutissime exhiberi, sed et esse simul remedium valde utile in multis morbis, qui hucusque curatu impossibles dicebantur. 1761
- Antonii Störck Supplementum necessarium de cicuta. Trattner, Vindobonae 1761 (Digitalisierte Ausgabe)
- Antonii Störck Libellus, quo demonstratur: Stramonium, hyosciamum, aconitum non solum tuto posse exhiberi usu interno hominibus, verum et ea esse remedia in multis morbis maxime salutifera : iunguntur simul harum plantarum imagines aere excusae. Trattner, Vindobonae 1762 (Digitalisierte Ausgabe)
- Libellus, quo demonstratur: Colchici autumnalis radicem non solum tuto posse exhiberi hominibus, sed et ejus usu interno curari quandoquoque morbos difficilimos, qui aliis remediis non cedunt, Wien 1763
- Libellus, quo demonstratur: Herbam ceteribus dictam flammulam Jovis, posse tuto et magna cum utilitate exhiberi aegrotantibus, Wien 1769
- Instituta facultatis med. Vindobonensis, Wien 1775
- Praecepta medico practica in usum chirurgorum castrensium et ruralium ditionum austriacarum, Übersetzung von J. M. Schosulan, 2 Bände, Wien 1776
- Libellus, quo continuantur experimenta et observationes circa nova sua medicamenta, Wien 1765
- Libellus de usu medico Pulsatillae nigricantis, Wien 1771
- Praecepta medico-practica in usum chirurgorum castrensium et ruralium ditionum Austriacarum. 2. Auf. - Hartmann, Viennae Austriae 1784 (Digitalisierte Ausgabe)
- Pharmacopoea Austriaco-provincialis . de Trattner, Wien 1774 Digitalisierte Ausgabe der Universitäts- und Landesbibliothek Düsseldorf
- Pharmacopoea Austriaco-provincialis . de Trattner, Wien 2. Auflage 1775 Digitalisierte Ausgabe der Universitäts- und Landesbibliothek Düsseldorf

## Traductions en anglais et français
- An essay on the medicinal nature of Hemlock . Nourse, London 1760 Digital edition by the University and State Library Düsseldorf
- A little book which shows Hemlock not only safe for internal use, but also at the same time a very useful medicine in many diseases which up to this time are declared as impossible to cure Digital edition by the University and State Library Düsseldorf.
En français : Anton von Störck (trad. De Collin), Dissertation de M. Antoine Storck,... sur l'usage de la cigüe, dans laquelle on prouve qu'on peut non seulement la prendre intérieurement avec sûreté mais encore qu'elle est un remède très utile dans plusieurs Maladies, dont jusqu’à présent la guérison était impossible, Vienne et Paris chez Pierre-Franç. Didot le Jeune, 1763 (lire en ligne)
- A little book which shows Stramonium, Hyoscyamus and Aconite not only showing them safe for internal human use, certainly, and at the same time as medicines having great healing power in many diseases (Digital edition by the University and State Library Düsseldorf)
En français: Antoine de Störck, Petit traité dans lequel on démontre que Le Stramoine, la Jusquiame et l’Aconit, non seulement peuvent être employés chez l’homme à l’intérieur, sans aucun danger, mais sont des remèdes extrêmement salutaires dans beaucoup de maladies, J.-B. Baillière et fils, Paris, 1887, VI-423 p. (lire en ligne)
- A little book which shows Colchicum autumnale (Meadow Saffron) root not only safe for human use, but also useful for internal cures whenever diseases, difficult to cure, will not yield to other medicines[11]
En français: Anton von Störck, Observations sur l'usage interne du colchique d'automne, du sublimé corrosif, de la feuille d'oranger, du vinaigre distillé, etc., La Haye ; et Paris : P.-F. Didot, 1764, 256 p.
- A little book of continuing experiments and observations about my new medicines)[12]
- A little book which shows that ancient herb called Jove's little flame (Clematis erecta), can be used without risk showing great usefulness for the sick
- Two papers on the use and serviceability of the Snowdrop tree (Acalypha) and The Burning Bush (Dictamnus albus) from the Latin, Nuremberg, 1769[13] Digital edition by the University and State Library Düsseldorf
- A little book on the medical uses of the wind flower, Pulsatilla nigricans[14]
- Practical medical lessons for field and land surgeons of the Austrian states) Digital edition by the University and State Library Düsseldorf
- A teaching on medical practice and the uses of surgery at the imperial court and in the country districts of Austria)[15] (Digital edition from 1784) / (Digital edition from 1791 by the University and State Library Düsseldorf)
- Lesser corrections to the Austrian pharmacopoea[16],[17]